# Andreas Knöpken
Andreas Knöpken (auch: Knopke, Knopius, * um 1468 bei Sonnenburg (poln. Słońsk); † 18. Februar 1539 in Riga) war ein deutscher Priester und gilt als erster Reformator Rigas.

## Leben

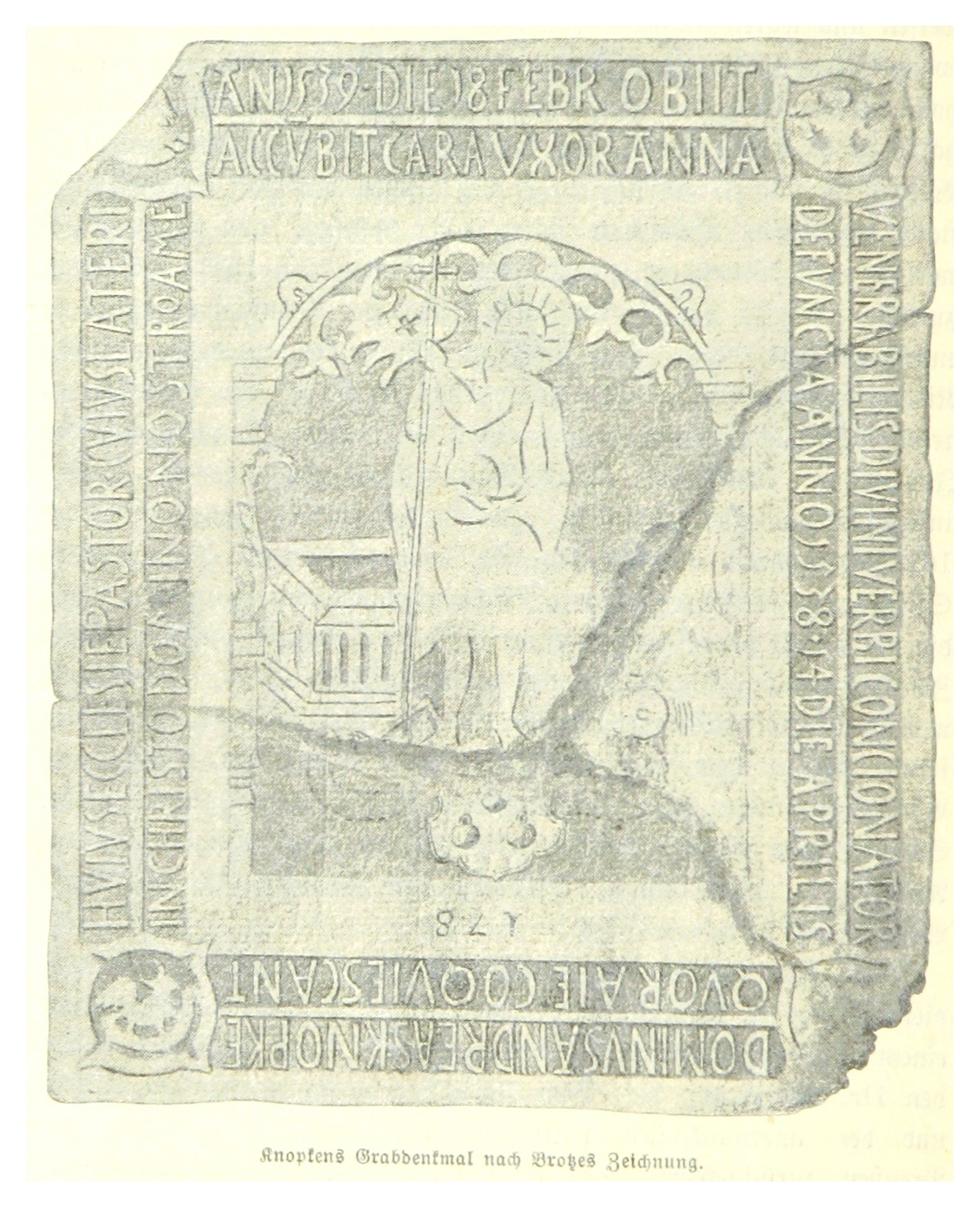
Abzeichnung des Grabsteins (Rigaer Stadtchronik von Mettig, 1897)

Knöpken stammte aus dem bei Küstrin gelegenen Priebrow (heute poln.: Przyborów) nahe Sonnenburg. Die ältesten Informationen berichten, dass er 1492 Pfarrer in Groß-Möllen war und die Kommende der Kirche im benachbarten Dorf Stretz besaß. Außerdem verfügte er wohl über ein Vikariat in Bublitz des Bischofs von Cammin. Kurz darauf lernte er, wohl über seinen Bruder Jakob, Johannes Bugenhagen kennen, der Vikar in Treptow an der Rega war und später als Domherr an St. Peter in Riga kam.
Um 1515 ging Knöpken für einige Zeit an die Universität Ingolstadt, im Anschluss für etwa zwei Jahre an die Universität in Frankfurt (Oder). Er kehrte nach Treptow zurück und wurde dort schließlich 1521 Nachfolger Bugenhagens. Unter Einfluss der lutherischen Reformation und von Luthers Schrift De captivitate babylonica wechselte er vermutlich im Spätherbst 1520 zur Reformation über. Knöpken ging nach Riga und betrieb hier die Reformation.
1522 disputierte Knöpken in Riga mit Vertretern der alten Kirche über 24 von ihm aufgestellte reformatorische Thesen. Daraufhin wurde er zum Archidiakon von St. Peter gewählt. Der Erzbischof Jasper Linde konnte weder seine Wahl verhindern noch seine anschließende reformatorische Tätigkeit unterbinden. Dabei folgte Knöpken eher dem Wittenburger Kurs des behutsamen Wandels und allmählicher Institutionalisierung der neuen Ordnung und bemühte sich, soziale Unruhen zu vermeiden.
1524 wurde sein Kommentar zum Römerbrief in Wittenberg mit einem Vorwort Melanchthons gedruckt.
Im Frühjahr 1529 erarbeitete er mit dem preußischen Reformator Johannes Brießmann eine Kurtze Ordnung des Kirchendienstes, diese wurde 1533 auch für Reval und Dorpat verbindlich. Die Ordnung schreibt der Einzelgemeinde eine hohe Autonomie zu, ihr wurde auch ein Gesangbuch beigefügt, welches unter anderem fünf Lieder von Knöpken enthält. Dieser widmete sich besonders auch dem Schulwesen.
Bei Knöpkens Tod war die Reformation in Riga fest verankert, und auch die Reformation ganz Preußens zeichnete sich als sicher ab.